# Municipio de Sherman (condado de Montgomery)
El municipio de Sherman (en inglés: Sherman Township) es un municipio ubicado en el condado de Montgomery en el estado estadounidense de Iowa. En el año 2010 tenía una población de 554 habitantes y una densidad poblacional de 6 personas por km².

## Geografía
El municipio de Sherman se encuentra ubicado en las coordenadas 41°6′45″N 95°12′20″O / 41.11250, -95.20556. Según la Oficina del Censo de los Estados Unidos, el municipio tiene una superficie total de 92.34 km², de la cual 92,23 km² corresponden a tierra firme y (0,12 %) 0,11 km² es agua.

## Demografía
Según el censo de 2010, había 554 personas residiendo en el municipio de Sherman. La densidad de población era de 6 hab./km². De los 554 habitantes, el municipio de Sherman estaba compuesto por el 99,1 % blancos, el 0,36 % eran amerindios, el 0,18 % eran asiáticos, el 0,18 % eran de otras razas y el 0,18 % eran de una mezcla de razas. Del total de la población el 0,72 % eran hispanos o latinos de cualquier raza.